# Байкаловск
Байкаловск — речная пристань и посёлок в Таймырском Долгано-Ненецком районе Красноярского края России. Входит в состав сельского поселения Караул.

## География
Посёлок расположен в нижнем течении Енисея на его правом берегу на юго-западной оконечности Таймырского полуострова. Расположен в 2263 км от Красноярска, в 274 км от Дудинки и в 80 км от села Караул.
В районе Байкаловска Енисей распадается на большое количество рукавов, образованных множеством крупных островов, включая Бреховские, Никандровские, Сопочный и Насоновский.
Ближайшие населённые пункты, ранее входившие в состав Усть-Енисейского района: Левинские пески, Усть-Порт, Казанцево, Носок, Воронцово.

## Транспорт
Байкаловск соединён по суше зимником с ближайшими населёнными пунктами — Мунгуем и Караулом. Судоходство только с июня по октябрь.

## Население
| 2010 |
| ---- |
| 122  |